# Kabinet-Andersson
Het kabinet-Andersson (Zweeds: regeringen Andersson) was tussen 30 november 2021 en 18 oktober 2022 het kabinet van Zweden. Het werd gevormd na het ontslag van premier Stefan Löfven en het kabinet-Löfven III en de verkiezing van Magdalena Andersson als opvolger. Het zou een minderheidsregering worden van Socialdemokraterna en Miljöpartiet de Gröna, maar de groenen verlieten de regering nog voor ze bevestigd was nadat de regeringsbegroting was afgekeurd in de Rijksdag. Met enkel haar eigen partij in de regering, leidde Andersson de kleinste Zweedse regering sinds 1979. Het was het eerste Zweedse kabinet onder leiding van een vrouwelijke premier. Na de parlementsverkiezingen van 11 september 2022, waarbij de Socialdemokraterna de grootste werden maar het rechtse blok een nipte meerderheid behaalde, kondigde premier Andersson haar ontslag aan. Haar kabinet werd een maand later opgevolgd door het kabinet-Kristersson.

## Samenstelling
| Functie                                                                                  | Ambtsbekleder                  | Ambtsbekleder                  | Termijn                            | Partij                         | Partij                         |                                |
| Kabinet van de eerste minister                                                           | Kabinet van de eerste minister | Kabinet van de eerste minister | Kabinet van de eerste minister     | Kabinet van de eerste minister | Kabinet van de eerste minister | Kabinet van de eerste minister |
| ---------------------------------------------------------------------------------------- | ------------------------------ | ------------------------------ | ---------------------------------- | ------------------------------ | ------------------------------ | ------------------------------ |
| Premier                                                                                  |                                | Magdalena Andersson            | 30 november 2021 – 18 oktober 2022 |                                | Socialdemokraterna             |                                |
| Vicepremier                                                                              |                                | Morgan Johansson               | 30 november 2021 – 18 oktober 2022 |                                | Socialdemokraterna             |                                |
| Minister van EU-zaken                                                                    |                                | Hans Dahlgren                  | 30 november 2021 – 18 oktober 2022 |                                | Socialdemokraterna             |                                |
| Ministerie van Justitie                                                                  |                                |                                |                                    |                                |                                |                                |
| Minister van Justitie Minister van Binnenlandse Zaken                                    |                                | Morgan Johansson               | 30 november 2021 – 18 oktober 2022 |                                | Socialdemokraterna             |                                |
| Minister van Integratie Minister van Migratie Minister van Sport                         |                                | Anders Ygeman                  | 30 november 2021 – 18 oktober 2022 |                                | Socialdemokraterna             |                                |
| Ministerie van Buitenlandse Zaken                                                        |                                |                                |                                    |                                |                                |                                |
| Minister van Buitenlandse Zaken                                                          |                                | Ann Linde                      | 30 november 2021 – 18 oktober 2022 |                                | Socialdemokraterna             |                                |
| Minister van Buitenlandse Handel Minister van Noordse Samenwerking                       |                                | Anna Hallberg                  | 30 november 2021 – 18 oktober 2022 |                                | Socialdemokraterna             |                                |
| Minister van Internationale Ontwikkelingssamenwerking                                    |                                | Matilda Ernkrans               | 30 november 2021 – 18 oktober 2022 |                                | Socialdemokraterna             |                                |
| Ministerie van Defensie                                                                  |                                |                                |                                    |                                |                                |                                |
| Minister van Defensie                                                                    |                                | Peter Hultqvist                | 30 november 2021 – 18 oktober 2022 |                                | Socialdemokraterna             |                                |
| Ministerie van Sociale Zaken                                                             |                                |                                |                                    |                                |                                |                                |
| Minister van Sociale Zaken                                                               |                                | Lena Hallengren                | 30 november 2021 – 6 oktober 2022  |                                | Socialdemokraterna             |                                |
| Minister van Sociale Zaken                                                               |                                | Ardalan Shekarabi              | 6 oktober 2022 – 18 oktober 2022   |                                | Socialdemokraterna             |                                |
| Minister van Sociale Zekerheid                                                           |                                | Ardalan Shekarabi              | 30 november 2021 – 18 oktober 2022 |                                | Socialdemokraterna             |                                |
| Ministerie van Financiën                                                                 |                                |                                |                                    |                                |                                |                                |
| Minister van Financiën                                                                   |                                | Mikael Damberg                 | 30 november 2021 – 18 oktober 2022 |                                | Socialdemokraterna             |                                |
| Minister van Financiële Markten Minister van Consumentenzaken Viceminister van Financiën |                                | Max Elger                      | 30 november 2021 – 18 oktober 2022 |                                | Socialdemokraterna             |                                |
| Minister van Openbare Diensten                                                           |                                | Ida Karkiainen                 | 30 november 2021 – 18 oktober 2022 |                                | Socialdemokraterna             |                                |
| Ministerie van Onderwijs en Onderzoek                                                    |                                |                                |                                    |                                |                                |                                |
| Minister van Onderwijs                                                                   |                                | Anna Ekström                   | 30 november 2021 – 18 oktober 2022 |                                | Socialdemokraterna             |                                |
| Minister van Scholen                                                                     |                                | Lina Axelsson Kihlblom         | 30 november 2021 – 18 oktober 2022 |                                | Socialdemokraterna             |                                |
| Ministerie van Milieu                                                                    |                                |                                |                                    |                                |                                |                                |
| Minister van Milieu Minister van Klimaat                                                 |                                | Annika Strandhäll              | 30 november 2021 – 18 oktober 2022 |                                | Socialdemokraterna             |                                |
| Ministerie van Economie en Innovatie                                                     |                                |                                |                                    |                                |                                |                                |
| Minister van Economie                                                                    |                                | Karl-Petter Thorwaldsson       | 30 november 2021 – 18 oktober 2022 |                                | Socialdemokraterna             |                                |
| Minister van Plattelandszaken                                                            |                                | Anna-Caren Sätherberg          | 30 november 2021 – 18 oktober 2022 |                                | Socialdemokraterna             |                                |
| Ministerie van Cultuur                                                                   |                                |                                |                                    |                                |                                |                                |
| Minister van Cultuur Minister van Democratie                                             |                                | Jeanette Gustafsdotter         | 30 november 2021 – 18 oktober 2022 |                                | Socialdemokraterna             |                                |
| Ministerie van Werk                                                                      |                                |                                |                                    |                                |                                |                                |
| Minister van Werk Minister van Gendergelijkheid                                          |                                | Eva Nordmark                   | 30 november 2021 – 18 oktober 2022 |                                | Socialdemokraterna             |                                |
| Minister van Huisvesting Viceminister van Werk                                           |                                | Johan Danielsson               | 30 november 2021 – 18 oktober 2022 |                                | Socialdemokraterna             |                                |
| Ministerie van Infrastructuur                                                            |                                |                                |                                    |                                |                                |                                |
| Minister van Infrastructuur                                                              |                                | Tomas Eneroth                  | 30 november 2021 – 18 oktober 2022 |                                | Socialdemokraterna             |                                |
| Minister van Huisvesting Viceminister van Werk                                           |                                | Khashayar Farmanbar            | 30 november 2021 – 18 oktober 2022 |                                | Socialdemokraterna             |                                |